# Ленвуд (Каліфорнія)
Ленвуд (англ. Lenwood) — переписна місцевість (CDP) в США, в окрузі Сан-Бернардіно штату Каліфорнія. Населення — 3623 особи (2020).

## Географія
Ленвуд розташований за координатами 34°53′7″ пн. ш. 117°6′30″ зх. д. / 34.88528° пн. ш. 117.10833° зх. д. (34.885199, -117.108326).  За даними Бюро перепису населення США в 2010 році переписна місцевість мала площу 5,73 км², уся площа — суходіл.

## Демографія
Згідно з переписом 2010 року, у переписній місцевості мешкали 3543 особи в 1133 домогосподарствах у складі 858 родин. Густота населення становила 618 осіб/км².  Було 1282 помешкання (224/км²).
Расовий склад населення:
| - 60,2 % — білих - 6,2 % — чорних або афроамериканців - 2,7 % — корінних американців - 1,0 % — азіатів - 0,7 % — вихідців з тихоокеанських островів - 22,9 % — осіб інших рас |

До двох чи більше рас належало 6,3 %. Частка іспаномовних становила 47,3 % від усіх жителів.
За віковим діапазоном населення розподілялося таким чином: 32,7 % — особи молодші 18 років, 58,6 % — особи у віці 18—64 років, 8,7 % — особи у віці 65 років та старші. Медіана віку мешканця становила 29,4 року. На 100 осіб жіночої статі у переписній місцевості припадало 99,9 чоловіків;  на 100 жінок у віці від 18 років та старших — 98,9 чоловіків також старших 18 років.
Середній дохід на одне домашнє господарство  становив 44 825 доларів США (медіана — 37 264), а середній дохід на одну сім'ю — 46 219 доларів (медіана — 48 594). Медіана доходів становила 48 433 долари для чоловіків та 32 207 доларів для жінок. За межею бідності перебувало 44,6 % осіб, у тому числі 61,5 % дітей у віці до 18 років та 41,2 % осіб у віці 65 років та старших.
Цивільне працевлаштоване населення становило 1596 осіб. Основні галузі зайнятості: мистецтво, розваги та відпочинок — 19,2 %, освіта, охорона здоров'я та соціальна допомога — 15,9 %, транспорт — 14,8 %.